# Zuzana Kusá
Zuzana Kusá (* 17. dubna 1957) je slovenská socioložka, věnující se veřejnému akademickému výzkumu a výuce v oblasti sociologie. V současnosti působí v Sociologickém akademickém ústavu věd v Bratislavě.

## Studium
Roku 1976 započala Zuzana Kusá studium sociologie na Filozofické fakultě Univerzity Komenského v Bratislavě. V roce 1980 univerzitní studium zakončila získáním magisterského titulu a následně pokračovala v doktorandském odboru všeobecné sociologie, který roku 1982 úspěšně dokončila. O pět let později se rozhodla na univerzitní půdu opět vrátit jako interní aspirantka v Ústavu filosofie a sociologie Slovenské akademie věd v Bratislavě, kde ji za disertační práci „Biografický prístup v sociológii“ v roce 1990 byl udělen titul kandidáta věd.

## Působení
Během studia Univerzity Komenského v letech 1983 až 1985 absolvovala Zuzana Kusá stáž jako asistentka při veřejných výzkumech na Oddělení sociologie venkova v Ústavu filosofie a sociologie Slovenské akademie věd v Bratislavě. Po ukončení studia zde začala v letech 1991 až 1992 působit jako samostatná výzkumná pracovnice. Od roku 1992 působí na Institutu sociologie Slovenské akademie věd. Věnuje se zejména kvalitativnímu výzkumu, vedení vědeckých projektů a sociální politice. Současně organizuje množství vědeckých seminářů a konferencí, analyzuje a vyjadřuje se k sociální legislativě a účastní se veřejných vědeckých debat. V současné době se zabývá tématy vzdělávání, chudoby a sociálního vyloučení. Mimo jiné působí i jako univerzitní lektorka a vedoucí univerzitních přednášek.

## Životopis
zdroj
- 1998–2000: vedoucí projektu VEGA č.2/5132/98: Kolektivní představy, zdravý rozum a sociologická analýza: pokus o reflexní sociologii
- 1995–1997: vedoucí slovenské části mezinárodního projektu J.Szalai Social History of Poverty in Central Europe - Slovenská část projektu podpořená grantovou agenturou VEGA jako projekt č.95/5305/241, SOCO programem Ústavu humanitních věd ve Vídni (financovaném Ford Foundation and the Austrian Federal Chancellor's Program) a slov. výborem MOST UNESCO
- 1995–1997: vedoucí grantového projektu VEGA č.2/2017/95: Funkce sociálních sítí ve vývoji možností sociální mobility a v periodách sociálního úpadku.
- 1991–1994: vedoucí projektu VEGA: Současné trendy v analýze kvalitativních údajů a life-history sub-projektu: Dvacáté století v rodinách slovenské inteligence.
- 1987–1990: Životní historie mladých nezávislých intelektuálů (součást kand. disertační práce)

## Tvorba
Jako spoluautorka se Kusá podílela na tvorbě monografie Politická zmena v spoločenskej rozprave, Veda Bratislava (1997), dále působila jako editorka několika sborníků a autorka studií publikovaných zejména v časopise Sociológia a v domácích a zahraničních sbornících, včetně:
- Kusá, Z., 1992: Autobiografické rozprávanie v projekte "20. storočie v rodinách slovenskej predprevratovej inteligencie. Sociológia, ročník 24, č. 6, s.571-578
- Kusá, Z., 1993: Prvá Československá republika v životopisných rozprávaniach členov slovenskej predprevratovej inteligencie. Sociologický časopis, ročník 29, č.1, s.43-57
- Kusá, Z., 1993: Garfinkelov rušivý experiment vo vyučovaní sociológie. Sociológia, ročník 25, č.1-2
- Kusá, Z., Tirpáková, Z., 1993: Rozhodovanie sa pre dráhu súkromného podnikania. Sociológia, ročník 25, č.6, s.547-564
- Kusá, Z., 1994: Buržoázny povod - neprekonateľná stigma? O erozívnej sile sociálnych sietí v komunistickom režime. Biograf Bulletin, č.4
- Kusá, Z., 1995: Krátka poznámka o zabúdaní dobrých (sociologických) mravov. Sociológia, ročník 27, č.3, s.229 -232
- Kusá, Z., Lukácsová, M., 1995: Interpretácia súčasného slovensko-maďarského súžitia a rodinná pamäť. Sociológia, ročník 27, č.5-6, s.373 - 384
- Kusá, Z., 1995: Public Discourse and Civil Powerlessness. Slovak Sociological Review-Sociológia, 27, No.7-8, p.47 - 58 (English)
- Kusá, Z., Valentšíková, B., 1996: Sociálna identita dlhodobo nezamestnaných. Sociológia, ročník 28, č. 6, s.539 - 556
- Kusá, Z., 1996: The Immune Deficiency - Acquired or Inherited? (Comments to Gyorgy Csepeli, Antal Orkény, Kim Lane Scheppele: Acquired Immune Deficiency Syndrome in Social Science in Eastern Europe. The Co-lonization of East European Social Sciences) Replika, Hungarian Social Science Quarterly. Special Issue, p.129 - 136 (English)

- Kusá, Z., 1997: Viditeľnosť štátu v životopisných rozprávaniach chudobných ľudí. in: Právny obzor 80, ročník 3, s.285-290
- Kusá, Z., 1997 Sociálne puto a konštrukcia sociálnej identity. Spor kritického myslenia a sociálneho poriadku. in: Identity v meniacej sa spoločnosti (Bačová V., Kusá Z. Eds), SvÚ SAV Košice, s.228 - 236
- Kusá, Z., 1997: Patria marginalizovaní k väčšine? In: I. Radičová (Ed) Vieme, čo odmietame - vieme, čo chceme? Zborník záverečných štúdií SOCO projektov. SPACE Bratislava
- Kusá, Z., 1997 Analýza sociálnych sietí a jej miesto v sociologickom skúmaní. Sociológia, ročník 29, č. 5, s.479 - 504
- Kusá, Z., 1997 I followed her (Free) Voice but Europe didn´t like me. The Case of Expelled refugee's Autobiography. Sociológia, ročník 29, č.6, s.685 - 706
- Kusá, Z., 1999 Poor People - Poor Life Stories? Ordinary and Extraordinary in Life History Narratives. Sociológia - Slovak Sociological Review, 31, No.3, p.263 - 290
- Kusá, Z., Konopásek, Z., 1999 Budovanie komunistickej moci a bezmocnosti. Sociológia, ročníl 31, č.5, s.459 - 480
- Kusá, Z., Findor, A., 1999 Frames of National Identity Discussions. Sociológia - Slovak Sociological Review, 31[2]

### Národní projekty
| HODYSE – Hodnoty v dynamice společenských změn na Slovensku a v Evrepě |                                    |
| Values in the Dynamics of Societal Changes in Slovakia and Europe      |                                    |
| Program:                                                               | APVV                               |
| Zodpovedný řešitel:                                                    | prof. PhDr. Miháliková Silvia PhD. |
| Doba trvání:                                                           | 1. 7. 2016 – 30. 6. 2020           |

### Autorská tvorba
Škola nie je pre všetkých (2017)
Kniha se opírá o etnografické pozorování v třídách a rozhovory se žáky, učiteli i rodiči. Autorka poukazuje na problémy škol přecházejících na formu tzv. inkluzního vzdělávání, jejímž specifikem je přijímání a podpora každého dítěte.
Za ostrou hranicou (2018)
Dílo pojednává o hranici zájmu a vnímavosti vůči potřebám druhých.